# كاماسيت

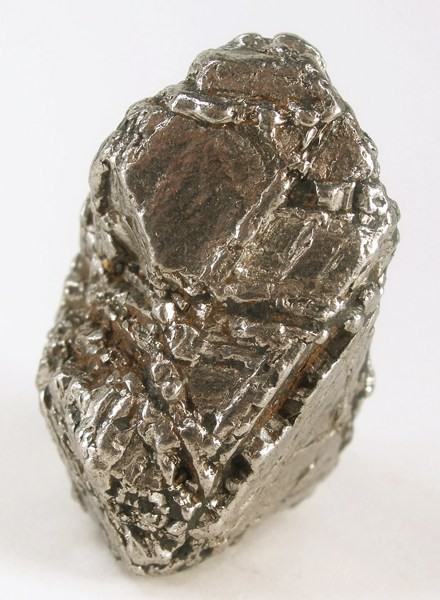
كاماسيت من أحد النيازك الحديدية التي سقطت في الصين عام 1516. حجمه: 4.8 × 3.0 × 2.8 سم. يتكون من 92.35 % حديد و6.96 % نيكل.

معدن  الكاماسيت  هو سبيكة من الحديد والنيكل، وعادة بنسبة 90:10 إلى 95:5، بالرغم من وجود بعض الشوائب مثل الكوبالت أو الكربون. لا يتواجد على سطح الأرض، إلا من خلال النيازك. له بريق معدني، وهو رمادي اللون، وتبلغ كثافته حوالي 8 جم/سم3، وصلادته هي 4. وهو يسمى أحيانا «بالكينيسن» (بالإنجليزية: balkeneisen)‏.
الكاماسيت من المكونات الرئيسية للنيازك الحديدية، وهو يتواجد بها إما في صورة حرة أو مختلطاً مع التاينيت ويصعب التمييز بينهم بالعين المجردة. ويبلغ حجم أكبر قطعة نيزكية من الكاماسيت تم العثور عليها (92 × 54 × 23) سم.